# 香港九大石澗
香港九大石澗為香港石澗的一個名錄。香港九大石澗有3個不同版本。最舊的版本約於三、四十年前由行山人士所訂立，但隨著社會發展，石澗的景觀亦有所轉變，一些石澗被剔出九大石澗之列，訂立成新的九大石澗。新的九大石澗有2個版本，一為祁麟峰於其1987年出版的著作《暢遊香港九大石澗》中所訂定的版本，二為陳廣源（人稱陳伯）所訂立的版本。由於祁麟峰的著作流通，故祁麟峰的九大石澗較為多人所認識。
但隨著香港發展，自然景觀亦不斷改變，九大石澗之說法或於未來會有所更改。
行石澗危險，不適宜帶同未成年的兒童或少年上山，九大石澗有三星至五星難度路線。

## 九大石澗

### 舊九大石澗
- 大城石澗（同為新九大石澗之一）
- 雙鹿石澗（同為新九大石澗之一）
- 黃龍石澗（同為新九大石澗之一）
- 大曹石澗
- 大圓石澗
- 彌散石澗
- 苗三石澗
- 馬西石澗
- 青大石澗

### 新九大石澗

#### 祁麟峰所訂立的版本
- 大城石澗 (兩新版本均有此澗)
- 雙鹿石澗 (兩新版本均有此澗)
- 黃龍石澗 (兩新版本均有此澗)
- 屏南石澗 (兩新版本均有此澗)
- 昂深石澗 (兩新版本均有此澗)
- 水澇漕石澗／萬丈布 (兩新版本均有此澗)
- 蓮花石澗 (兩新版本均有此澗)
- 梧桐石澗
- 橫涌石澗

#### 陳廣源所訂立的版本
- 大城石澗 (兩新版本均有此澗)
- 雙鹿石澗 (兩新版本均有此澗)
- 黃龍石澗 (兩新版本均有此澗)
- 屏南石澗 (兩新版本均有此澗)
- 昂深石澗 (兩新版本均有此澗)
- 水澇漕石澗／萬丈布 (兩新版本均有此澗)
- 蓮花石澗 (兩新版本均有此澗)
- 青大石澗
- 彌散石澗